# Kung Fu Panda : L'Incroyable Légende
Kung Fu Panda : L'Incroyable Légende ou Kung Fu Panda : La Légende de Po (Kung Fu Panda: Legends of Awesomeness) est une série télévisée d'animation en images de synthèse américano-chinoise en 80 épisodes de 22 minutes, basée sur les films de Kung Fu Panda et diffusée entre le 19 septembre 2011 et le 29 juin 2016 sur la chaîne Nickelodeon.
En France, les deux premiers épisodes ont été diffusés en exclusivité le 14 décembre 2011 sur TF1 dans l'émission jeunesse TFou puis la diffusion s'est poursuivie à partir du 21 mars 2012. La série est d'abord diffusée sur Nickelodeon, et puis de 2023 à 2024 elle est rediffusée sur Canal J. Au Québec, elle a été diffusée sur Yoopa.

## Synopsis
La série se situe entre le premier et le deuxième film.
Elle suit les aventures de Po et de ses camarades, les Cinq Cyclones après sa prise de fonction en tant que Guerrier Dragon.
Au cours de ses aventures, Po, seul ou accompagné, rencontrera de nouveaux ennemis, des Maîtres kung-fu et aura bien de nombreuses surprises.
Et la série se déroule en Chine dans le vallée de la paix.

## Fiche technique
- Titre original : Kung Fu Panda: Legends of Awesomeness
- Titre français : Kung Fu Panda : L'Incroyable Légende
- Création : Peter Hastings
- Réalisation : Douglas Langdale, Gene Grillo, Kevin Seccia…
- Scénario : Michael Mullen, Lane Lueras, Juan Jose Meza-Leon, Aaron Hammersley…
- Direction artistique : Joel Fajnor (supervision)
- Montage : Anna Adams (son)
- Animation : Joseph R. Alessandra (supervision)
- Musique : Jeremy Zuckerman, Benjamin Wynn
- Société(s) de production : Nickelodeon Animation Studio, DreamWorks Animation
- Société(s) de distribution : Nickelodeon
- Pays d'origine :  États-Unis et  Chine
- Langue originale : anglais
- Format : couleur - 1,85:1 - son Dolby
- Genre : animation 3D
- Durée : 22 minutes
- Nombre d'épisodes : 80 (3 saisons)
- Dates de première diffusion :
  - États-Unis : 19 septembre 2011
  - France : 14 décembre 2011

## Distribution

### Voix originales
- Mick Wingert (en) : Po and the Theme song singer
- Fred Tatasciore : Master Shifu
- Kari Wahlgren : Tigress (Tigresse)
- James Sie : Monkey (Singe)
- Max Koch : Mantis (Mante)
- Amir Talai : Crane (Grue)
- Lucy Liu : Viper (Vipère)
- James Hong : Mr. Ping
- Lynn Milgrim : Scorpion
- Kari Wahlgren : Mei-Li
- John DiMaggio : Fung
- Kevin Michael Richardson : Temutai / Hong
- Jim Cummings : Lidong et Rhino Guard#2
- Neil Frost : Constable Hu (Sergent Hu)
- Laraine Newman : Yan Fan
- Simon Helberg : Bian Zao
- Wallace Shawn : Taotie
- Amy Hill : Su & Mrs. Gow
- Toby Huss : Mr. Yeung
- Jim Ward : Kwan
- Graham McTavish : Kim
- R. Lee Ermey : General Tsin
- Diedrich Bader : Hundun
- Stephen Root : Junkie
- Danny Cooksey : Peng
- André Sogliuzzo : Tai Lung
- Melanie Minichino : Lian
- Wendie Malick : Fenghaung
- Randall Duk Kim : Oowgay
- Pamela Hayden : Fang

### Voix françaises
- Pascal Nowak : Po et l'interprète du générique
- Philippe Ariotti : Maître Shifu
- Laura Blanc : Tigresse
- William Coryn : Singe
- Xavier Fagnon : Mante
- Olivier Podesta : Grue
- Nathalie Spitzer : Vipère
- Michel Tureau : M. Ping
- Véronique Desmadryl : Scorpion
- Magali Rosenzweig : Mei-Li
- Thierry Mercier : Fung
- Patrick Béthune : Hundun
- Saïd Amadis : Temutai
- Benoît Du Pac : Hong, Bian Zao, Gah-Ri et Chao
- Frédéric Souterelle : le sergent Hu
- Philippe Roullier : Général Tsin
- Mathieu Rivolier : Kwan
- Nathalie Homs : Fenghuang
- Gilles Morvan : Kim
- Denis Boileau : Oogway
- Guillaume Orsat : Shouyoung et Zhihui
- Serge Biavan : Taotie
- Éric Peter : Junjie
- Serge Faliu : Tai Lung
- Damien Ferrette : Peng
- Marie Nonnenmacher : Lian
- Isabelle Volpé : Mei Ling
- Blanche Ravalec : Mme Zhou
- Bruno Magne : Leilang
- Brigitte Virtudes : Yan Fan, la maman de Grue

Source VF : Doublage Séries Télé

## Épisodes
| Saison | Saison | Épisodes | États-Unis                                      | États-Unis    | France           | France        |
| Saison | Saison | Épisodes | Début de saison                                 | Fin de saison | Début de saison  | Fin de saison |
| ------ | ------ | -------- | ----------------------------------------------- | ------------- | ---------------- | ------------- |
|        | 1      | 26       | 19 septembre 2011 7 novembre 2011 (Nickelodeon) | 5 avril 2012  | 14 décembre 2011 | 21 mars 2012  |
|        | 2      | 26       | 6 avril 2012                                    | 21 juin 2013  |                  |               |
|        | 3      | 28       | 24 juin 2013                                    | 29 juin 2016  |                  |               |

### Première saison (2011-2012)
1. Le Dard de scorpion (Scorpion's Sting)
2. La Boulette (Sticky Situation)
3. La Princesse capricieuse (The Princess and the Po)
4. Réaction en chaîne (Chain Reaction)
5. Perte de mémoire pour les cinq Cyclones (Fluttering Finger Mindslip)
6. Un rhino plutôt furax (Rhino's Revenge)
7. Le Retour de Fenghuang (Owl Be Back)
8. Les Mains du lotus en feu (Sight for Sore Eyes)
9. Mante et Hao Ming (Hometown Hero)
10. La Journée du défi (Challenge Day)
11. Un sacré coco de Croco (Good Croc, Bad Croc)
12. Le Fan-Club de Po (Po Fans Out)
13. Po, tout en Yin et Yang (Bad Po)
14. Maître Yao (My Favorite Yao)
15. Un amour empoisonné (Love Stings)
16. La Peluche (Hall of Lame)
17. Le Marteau sacré de Leï-Lang (Jailhouse Panda)
18. Po, le grand frère (Big Bro Po)
19. Monsieur Ping (Master Ping)
20. Le Fantôme d'Oogway (Ghost of Oogway)
21. Le Père de Shifu (Father Crime)
22. Peng, petit génie du kung fu (The Kung Fu Kid)
23. Les Demoiselles aux ombrelles (Ladies of the Shade)
24. Le Casque du coup de tonnerre fulgurant (In With the Old)
25. Le Roi des voleurs (Monkey in the Middle)
26. Kwan l'indestructible (Has-been Hero)

### Deuxième saison (2013-2014)
1. La Brute au cœur tendre (Kung Fu Day Care)
2. Un élève impérial pas trop doué (Royal Pain)
3. Les Chasses du général Tsin (The Most Dangerous Po)
4. Po et les fantômes (The Po Who Cried Ghost)
5. Les Souliers magiques (Kung Shoes)
6. Ennemis intimes (Bosom Enemies)
7. Kiba, le nouveau guerrier dragon (partie 1) (Enter the Dragon: Part One)
8. Kiba, le nouveau guerrier dragon (partie 2) (Enter the Dragon: Part Two)
9. Le Médaillon (Master and the Panda)
10. Un cadeau qui vient du cœur (Present Tense)
11. Le Dos de Shifu (Shifu's Back)
12. Les Soldats en terre cuite (Terror Cotta)
13. Les Globes de maître Ding (The Spirit Orbs of Master Ding)
14. Le Festival (The Maltese Mantis)
15. Privé de banquet (Invitation Only)
16. Le Justicier de minuit (The Midnight Stranger)
17. Un messager borné (Shoot the Messenger)
18. Un poisson nommé Mugan (A Tigress Tale)
19. Grue doute de lui (Crane on a Wire)
20. Le Musée secret du kung Fu (The Secret Museum of Kung Fu)
21. Pas de Kung Fu (Mama Told Me Not to Kung Fu)
22. Singe a le béguin (Secret Admirer)
23. Le Légendaire Qilin (Qilin Time)
24. Lidong, le colosse (Huge)
25. Mei Ling, l'ex de Shifu (Shifu's Ex)
26. Bandit un jour, bandit toujours ! (The Break Up)

### Troisième saison (2015-2016)
1. Le mariage de Po (Bride of Po)
2. Le tournoi de l’Oriflamme (Five is Enough)
3. La Guerre des nouilles (War of the Noodles)
4. Le Pouvoir de la pensée (Mind Over Manners)
5. Mille et une questions (A Thousand and Twenty Questions)
6. Le Code du samouraï (The Way of the Prawn)
7. Vœu de silence (Mouth Off)
8. Une dent contre les serpents (Serpent's Tooth)
9. Le Parrain (The Goosefather)
10. Les Petits Voleurs (Po Picks a Pocket)
11. Les Crocos remplaçants (Croc You Like A Hurricane)
12. Le Retour de Mei Ling (Crazy Little Ling Called Love)
13. Le Club de Kung Fu (Kung Fu Club)
14. La faim justifie les moyens (The Hunger Game)
15. Autant en emporte le temps (A Stitch in Time)
16. Une question d'harmonie (Eternal Chord)
17. Des secrets qui se mangent (Apocalypse Yao)
18. Le Véritable Guerrier dragon (The Real Dragon Warrior)
19. La Jeunesse se révolte (Youth in Re-Volt)
20. La Démission (Forsaken and Furious)
21. Po le Croco (Po the Croc)
22. Camping (Camp Ping)
23. Zeng le maître du Kung Fu (Goose Chase)
24. Les Premiers Cinq Cyclones (The First Five)
25. Les envahisseurs (See No Weevil)
26. Le visage de la peur (Face Full of Fear)
27. Le Nouvel Empereur, Partie 1 (Emperor's Rule, Part 1)
28. Le Nouvel Empereur, Partie 2 (Emperor's Rule, Part 2)

## Production

### Développement
C'est en septembre 2010 que le projet de série a été annoncée puis développé.